# Орта-да-Вилариса
Орта-да-Вилариса (порт. Horta da Vilariça)  —  населённый пункт и район в Португалии,  входит в округ Браганса. Является составной частью муниципалитета  Торре-де-Монкорву. По старому административному делению входил в провинцию Траз-уж-Монтиш и Алту-Дору. Входит в экономико-статистический  субрегион Доуру, который входит в Северный регион. Население составляет 396 человек на 2001 год. Занимает площадь 14,58 км².